# David Eberhard
Nils David Oskar Eberhard, född 19 december 1966, är en svensk psykiater, författare, krönikör, föreläsare och debattör. Tidigare var han överläkare vid den psykiatriska akutmottagningen på Sankt Görans sjukhus och senare VD för ett privat vårdbolag, en post han lämnade 2022 efter ett uppmärksammat videoframträdande med komikern Aron Flam. Eberhard har författat ett flertal böcker, däribland Det stora könsexperimentet (2018).

## Biografi

### Uppväxt och arbete inom psykiatrin
Eberhard växte upp i Åkarp och senare i Lund som näst yngst i en syskonskara om fem barn. Av Eberhards föräldrar arbetade en som psykiater och en som lärare, och av hans fyra syskon har tre, i likhet med David Eberhard, blivit läkare.
Eberhard arbetade i sin ungdom som mentalskötare, utbildade sig därefter till läkare på Göteborgs universitet – legitimerad 1996 – och specialiserade sig i psykiatri. Han har varit verksam som överläkare på den psykiatriska akutmottagningen vid Sankt Görans sjukhus. Från 2019 var han verksamhetschef för PRIMA Maria Beroendeklinik, en tjänst han emellertid lämnade efter en kontrovers i mars 2022  där han och komikern Aron Flam anklagades för att ha hånat och ifrågasatt komikern Bianca Kronlöf för att hon i programmet Min Sanning berättade om hur hon blivit våldtagen.

### Författarskap
Observationer från Eberhards psykiatriska verksamhet har lett honom in på en bana som författare och debattör. 

#### I trygghetsnarkomanernas land
Eberhard tyckte sig se stora skillnader mellan det tidiga 2000-talet och 1980-talet med avseende på vilka händelser som ledde till att personer sökte sig till psykakuten. Många fler sökte psykiatrisk hjälp efter normalt förekommande livshändelser, som att en flick- eller pojkvän gjort slut. Samtidigt såg Eberhard att antalet personer i samhället som tycks drabbade av ångest ökat kraftigt, och jakten på att förbjuda allt farligt gått till sådan överdrift att även många, i Eberhards tycke, ofarliga företeelser drabbas av krav på förbud i "trygghetsnarkomanins" kölvatten. Han tyckte sig i detta se ett nationellt paniksyndrom. Detta fick Eberhard att 2005 skriva en mycket uppmärksammad debattartikel i Dagens Nyheter, som han 2006 följde upp med boken I trygghetsnarkomanernas land: Sverige och det nationella paniksyndromet. En av Eberhards teser i boken är att det är bättre att lära sig att kunna värdera och hantera potentiellt farliga situationer än att kräva att allt som kan vara farligt ska förbjudas.
Boken hade fram till maj 2009 sålts i runt 50 000 exemplar. Det faktum att Eberhard inkluderade den svenska arbetsmarknadslagstiftningen bland sina exempel fick vissa att hävda att Eberhard drev partipolitisk debatt med högerinriktning, men han har själv hävdat att så inte är fallet. Eberhard själv säger i en intervju från 2009 att Socialdemokraterna "är ett helt trygghetsfixerat parti", men tycker sig samtidigt se likheter mellan sitt budskap och "gammal socialdemokratisk arbetarmoral" och att Per Albin Hansson "nog [skulle] ha varit överens med honom om det mesta".

#### Ingen tar skit i de lättkränktas land
2009 följde han upp sin tidigare bok med Ingen tar skit i de lättkränktas land, där Eberhard framlägger sin teori om att vi är alltmer lättkränkta trots att vi aldrig har haft så många rättigheter som nu.

#### Det stora könsexperimentet
2018 kom Eberhard ut med boken Det stora könsexperimentet. Han skriver där bland annat "I dagens genusteoretiska värld tycks inte ens biologi existera. Man har helt enkelt valt bort den". Han framhåller att detta är något som försvårar verklig jämställdhet mellan könen.

### Debatter

#### Eberhard om Anna Odell
Eberhard var chef för den psykakutavdelning som i januari 2009 omhändertog konstfackstudenten Anna Odell i samband med hennes i media uppmärksammade examensarbete, där hon spelade psykiskt sjuk och självmordsbenägen. När det framkom att Odell endast hade spelat psykotisk, riktade Eberhard skarp kritik mot henne och sade bland annat till Dagens Medicin: 
| ” | Det är ju bara patetiskt. Måla en tavla i stället. Men hon är välkommen hit så ska jag själv spruta henne med Haldol så får vi se hur roligt hon tycker det är. | „ |

I samband med att Odell senare dömdes för oredligt förfarande och våldsamt motstånd skrev Eberhard en ny debattartikel, där han menade att domstolens slutsats "naturligtvis [är] helt i sin ordning", men att han nu bara väntade på att Odells prefekt på Konstfack skulle dömas för anstiftan.

#### Debattör i psykiatrifrågor
Eberhard har vid flera tillfällen medverkat i massmedia som debattör i frågor om svensk psykiatri och psykisk ohälsa. Han har i denna roll bland annat framfört ståndpunkten att det förekommer en överförskrivning av antidepressiva läkemedel i Sverige och att många patienter, enligt Eberhard, får läkemedel utskrivna trots att de inte har någon nytta av dem.

### Politiskt engagemang
Den 9 november 2021 uppgav David Eberhard att han kandiderade till riksdagen för det politiska partiet Medborgerlig samling. 